# Éjnővérek
Az Éjnővérek a Star Wars univerzumban található híres szekta. 
Az Éjnővérek egy mágiát használó harcos-boszorkány törzs. Vezetőjüket az "anya" megszólítással illetik. Ő a mágiában legjártasabb, legidősebb klántag. Asajj Ventress klánjának vezetője Talzin anya volt.

## Kinézet
Magasságuk átlagosan 1,6 – 2 méter. Krétafehér a bőrük és barna, szőke vagy vörös a hajuk. Szemük kék vagy szürke. Éles, karmokhoz hasonlító körmük van. Arcukon fekete tetoválások találhatók.

## Éjnővérek és Éjfivérek
A Dathomir nevű bolygón találhatók, ami a Középső Peremvidékben, azon belül is a Quelii szektorban van. A bolygón élő emberek közös neve a dathomiri. A dathomirieket két ismert klánra lehet osztani: a domináns nőket gyűjtő Éjnővérekre és a nekik alávetett Éjfivérekre. A dathomiriak maternális nőuralmi rendszerben élnek. A két klán egymástól elszigetelve él és csak akkor érintkeznek egymással ha egy Éjnővér párt kíván választani.

### Párválasztás
Az Éjnővérek elsősorban nem a társaság kedvéért, vagy szerelemből választottak párt, hanem elsősorban utódnemzés céljából. Választáskor az Éjnővér a klán törzseinek vezetői közül kiválasztotta a nyolc számára legjobban tetszőt. Ennek a nyolc kijelöltnek három próbát kellett kiállniuk, és aki túlélte, az vált a nővér "bajnokává". Akiket kiválasztottak, nem utasíthatták vissza a próbákon való részvételt.